# Seznam katastrálních území v okrese Plzeň-sever
V této tabulce je uveden kompletní výčet katastrálních území Okresu Plzeň-sever, včetně rozlohy a sídel, které na nich leží.
| Název KÚ                    | Sídla                      | Obec               | km2   |
| --------------------------- | -------------------------- | ------------------ | ----- |
| A                           | A                          | A                  |       |
| Babina                      | Babina                     | Plasy              | 15,92 |
| Balková                     | Balková                    | Tis u Blatna       | 4,65  |
| Bdeněves                    | Bdeněves                   | Bdeněves           | 4,77  |
| Bezvěrov                    | Bezvěrov                   | Bezvěrov           | 7,11  |
| Bílov v Čechách             | Bílov                      | Bílov              | 6,21  |
| Bítov u Přehýšova           | Bítov                      | Přehýšov           | 3,13  |
| Blatnice u Nýřan            | Blatnice                   | Blatnice           | 4,13  |
| Blažim u Bezdružic          | Blažim                     | Blažim             | 5,93  |
| Bohy                        | Bohy                       | Bohy               | 6,93  |
| Borek u Kozojed             | Borek                      | Kozojedy           | 1,18  |
| Brdo u Manětína             | Brdo                       | Manětín            | 3,89  |
| Brodeslavy                  | Brodeslavy                 | Brodeslavy         | 2,62  |
| Březí u Pernarce            | Březí                      | Pernarec           | 2,08  |
| Březín                      | Březín, Jedvaniny          | Nečtiny            | 12,04 |
| Břízsko                     | Břízsko                    | Kozojedy           | 3,97  |
| Buč                         | Buč                        | Bezvěrov           | 2,25  |
| Buček                       | Buček                      | Kožlany            | 2,68  |
| Bučí                        | Bučí                       | Bučí               | 2,39  |
| Budeč u Číhané              | Budeč                      | Úněšov             | 2,94  |
| Bukovina u Mladotic         | Bukovina                   | Kralovice          | 3,03  |
| Čbán                        | Čbán                       | Úněšov             | 3,44  |
| Čeminy                      | Čeminy                     | Čeminy             | 10,44 |
| Černá Hať                   | Černá Hať                  | Mladotice          | 5,23  |
| Černíkovice u Dřevce        | Černíkovice                | Černíkovice        | 3,36  |
| Čerňovice                   | Čerňovice                  | Čerňovice          | 9,25  |
| Červený Újezd u Zbůchu      | Červený Újezd              | Zbůch              | 3,71  |
| Česká Bříza                 | Česká Bříza                | Česká Bříza        | 4,54  |
| Česká Doubravice            | Česká Doubravice           | Manětín            | 3,76  |
| Čestětín                    | Čestětín                   | Nečtiny            | 3,26  |
| Číhaná                      | Číhaná                     | Úněšov             | 7,72  |
| Čivice                      | Čivice                     | Dobříč             | 3,99  |
| Dobříč                      | Dobříč                     | Dobříč             | 3,12  |
| Dolany u Plzně              | Dolany, Habrová            | Dolany             | 8,13  |
| Dolany u Stříbra            | Pňovany, Rájov             | Pňovany            | 3,28  |
| Dolní Bělá                  | Dolní Bělá                 | Dolní Bělá         | 2,15  |
| Dolní Hradiště              | Dolní Hradiště             | Dolní Hradiště     | 2,67  |
| Dolní Jamné                 | Dolní Jamné                | Bezvěrov           | 7,7   |
| Dolní Sekyřany              | Dolní Sekyřany             | Heřmanova Huť      | 2,23  |
| Doubrava u Plzně            | Doubrava                   | Nýřany             | 7,75  |
| Doubravice u Nečtin         | Doubravice                 | Nečtiny            | 1,88  |
| Dražeň                      | Dražeň                     | Dražeň             | 8,01  |
| Druztová                    | Druztová                   | Druztová           | 5,02  |
| Dřevec                      | Dřevec                     | Kožlany            | 3,99  |
| Hedčany                     | Hedčany                    | Kožlany            | 4,05  |
| Hlince                      | Hlince                     | Hlince             | 7,59  |
| Hluboká u Žihle             | Hluboká                    | Žihle              | 4,69  |
| Hněvnice                    | Hněvnice                   | Hněvnice           | 7,11  |
| Hodoviz                     | Hodoviz                    | Hvozd              | 5,77  |
| Hodyně u Dřevce             | Buček, Hodyně              | Kožlany            | 4,58  |
| Holovousy                   | Holovousy                  | Holovousy          | 4,68  |
| Horní Bělá                  | Horní Bělá, Tlucná         | Horní Bělá         | 10,02 |
| Horní Bříza                 | Horní Bříza                | Horní Bříza        | 14,54 |
| Horní Hradiště              | Horní Hradiště             | Plasy              | 4,11  |
| Horní Sekyřany              | Horní Sekyřany             | Heřmanova Huť      | 1,71  |
| Hrad Nečtiny                | Hrad Nečtiny               | Nečtiny            | 1,66  |
| Hradecko                    | Hradecko                   | Kralovice          | 10,39 |
| Hrádek u Manětína           | Hrádek                     | Manětín            | 2,35  |
| Hracholusky nade Mží        | Hracholusky                | Úlice              | 2,47  |
| Hromnice                    | Hromnice                   | Hromnice           | 15,69 |
| Hubenov u Horní Bělé        | Hubenov                    | Horní Bělá         | 8,38  |
| Hunčice                     | Hunčice                    | Líšťany            | 2,86  |
| Hůrky u Zahrádky            | Hůrky                      | Zahrádka           | 6,88  |
| Hvozd u Manětína            | Hvozd                      | Hvozd              | 5,3   |
| Hvožďany u Úněšova          | Hvožďany                   | Úněšov             | 3,88  |
| Chotíkov                    | Chotíkov                   | Chotíkov           | 11,26 |
| Chotiná                     | Chotiná                    | Hromnice           | 3,49  |
| Chrančovice                 | Chrančovice                | Všeruby            | 3,39  |
| Chrástov                    | Chrástov                   | Všeruby            | 1,47  |
| Chrášťovice u Mladotic      | Chrášťovice                | Mladotice          | 4,23  |
| Chříč                       | Chříč                      | Chříč              | 10,51 |
| Chudeč                      | Chudeč                     | Bezvěrov           | 3,81  |
| Jarov                       | Jarov                      | Jarov              | 10,57 |
| Kaceřov                     | Kaceřov                    | Kaceřov            | 4,27  |
| Kalec                       | Kalec                      | Žihle              | 4,47  |
| Kamenná Hora                | Kamenná Hora               | Nečtiny            | 5,26  |
| Kamenný Újezd u Nýřan       | Kamenný Újezd              | Nýřany             | 3,84  |
| Kaznějov                    | Kaznějov                   | Kaznějov           | 12,3  |
| Kbelany                     | Kbelany                    | Kbelany            | 6,88  |
| Kejšovice                   | Kejšovice                  | Krsy               | 3,74  |
| Klenovice u Chrančovic      | Klenovice                  | Všeruby            | 3,28  |
| Kníje                       | Kníje                      | Úlice              | 1,96  |
| Kočín u Kralovic            | Kočín                      | Kočín              | 3,77  |
| Kopidlo                     | Kopidlo                    | Kopidlo            | 2,72  |
| Koryta                      | Koryta                     | Koryta             | 6,21  |
| Korýtka                     | Korýtka                    | Pláně              | 2,75  |
| Kostelec u Nadryb           | Kostelec                   | Hromnice           | 2,7   |
| Košetice u Hunčic           | Košetice                   | Líšťany            | 7,95  |
| Kotaneč                     | Kotaneč                    | Manětín            | 3,52  |
| Kozojedy u Kralovic         | Kozojedy                   | Kozojedy           | 8,35  |
| Kozolupy u Plzně            | Kozolupy                   | Kozolupy           | 5,51  |
| Kožlany                     | Kožlany                    | Kožlany            | 13,81 |
| Kračín                      | Kračín                     | Tis u Blatna       | 2,89  |
| Kralovice u Rakovníka       | Kralovice, Mariánský Týnec | Kralovice          | 15,07 |
| Krašov                      | Krašov                     | Bezvěrov           | 4,27  |
| Krašovice u Plzně           | Krašovice                  | Krašovice          | 7,35  |
| Krsov                       | Krsov                      | Ostrov u Bezdružic | 4,02  |
| Krsy                        | Krsy                       | Krsy               | 7,15  |
| Krukanice                   | Krukanice                  | Pernarec           | 5,87  |
| Křečov                      | Křečov                     | Štichovice         | 3,62  |
| Křelovice u Pernarce        | Křelovice                  | Křelovice          | 9,17  |
| Kunějovice                  | Kunějovice                 | Kunějovice         | 4,41  |
| Kůští                       | Kůští                      | Město Touškov      | 2,85  |
| Ledce u Plzně               | Ledce                      | Ledce              | 9,36  |
| Lednice                     | Lednice                    | Kozojedy           | 6,76  |
| Lešovice                    | Lešovice                   | Nečtiny            | 4,68  |
| Lhota u Chříče              | Lhota                      | Chříč              | 3,12  |
| Lhotka u Nekmíře            | Lhotka                     | Nekmíř             | 3,42  |
| Líně                        | Líně                       | Líně               | 10,23 |
| Lípa u Úněšova              | Lípa                       | Úněšov             | 2,05  |
| Lipí u Manětína             | Lipí                       | Manětín            | 7,31  |
| Lipno u Hunčic              | Lipno, Písek               | Líšťany            | 6,18  |
| Líšťany                     | Líšťany                    | Líšťany            | 5,46  |
| Líté                        | Líté, Spankov              | Líté               | 6,01  |
| Lochousice                  | Lochousice                 | Lochousice         | 10,62 |
| Lomnička u Plas             | Lomnička                   | Plasy              | 14,65 |
| Loza                        | Loza                       | Loza               | 3,72  |
| Luhov u Líšťan              | Luhov                      | Líšťany            | 7,12  |
| Luková u Manětína           | Luková                     | Manětín            | 3,18  |
| Málkovice u Pernarce        | Málkovice                  | Pernarec           | 3,11  |
| Manětín                     | Manětín                    | Manětín            | 8,76  |
| Město Touškov               | Město Touškov              | Město Touškov      | 6,78  |
| Mezí                        | Mezí                       | Manětín            | 4,37  |
| Mladotice                   | Mladotice                  | Mladotice          | 9,87  |
| Mostice                     | Mostice                    | Zahrádka           | 4,02  |
| Mrtník                      | Mrtník                     | Mrtník             | 3,91  |
| Mydlovary                   | Mydlovary                  | Křelovice          | 4,95  |
| Myslinka                    | Myslinka                   | Myslinka           | 3,7   |
| Nadryby                     | Nadryby                    | Nadryby            | 4,49  |
| Náklov                      | Náklov                     | Líšťany            | 2,06  |
| Nebřeziny                   | Nebřeziny                  | Plasy              | 5,36  |
| Nečtiny                     | Leopoldov, Nečtiny         | Nečtiny            | 5,82  |
| Nekmíř                      | Nekmíř                     | Nekmíř             | 6,42  |
| Něšov                       | Něšov                      | Pernarec           | 1,22  |
| Nevřeň                      | Nevřeň                     | Nevřeň             | 6,33  |
| Nové Městečko u Nečtin      | Nové Městečko              | Nečtiny            | 6,23  |
| Nový Dvůr u Žihle           | Nový Dvůr                  | Žihle              | 14,53 |
| Nynice                      | Nynice                     | Hromnice           | 4,29  |
| Nýřany                      | Nýřany                     | Nýřany             | 11,2  |
| Obora u Kaznějova           | Obora                      | Obora              | 12,68 |
| Odlezly                     | Odlezly                    | Žihle              | 3,17  |
| Olešovice                   | Olešovice                  | Úterý              | 6,68  |
| Ondřejov nad Střelou        | Ondřejov                   | Pláně              | 1,48  |
| Ostrov u Bezdružic          | Ostrov u Bezdružic         | Ostrov u Bezdružic | 4,82  |
| Pakoslav                    | Pakoslav                   | Křelovice          | 4,28  |
| Pastuchovice                | Pastuchovice               | Pastuchovice       | 8,25  |
| Pernarec                    | Pernarec                   | Pernarec           | 7,96  |
| Plachtín                    | Plachtín                   | Nečtiny            | 9,19  |
| Pláň                        | Pláň                       | Ostrov u Bezdružic | 4,18  |
| Planá u Nynic               | Planá                      | Hromnice           | 2,25  |
| Pláně u Plas                | Pláně                      | Pláně              | 5,52  |
| Plasy                       | Plasy                      | Plasy              | 11,21 |
| Plešnice                    | Plešnice                   | Plešnice           | 6,87  |
| Pňovany                     | Chotěšovičky, Pňovany      | Pňovany            | 15,14 |
| Podmokly u Úněšova          | Podmokly                   | Úněšov             | 3,25  |
| Polínka                     | Polínka                    | Krsy               | 4,53  |
| Popovice u Chrančovic       | Popovice                   | Všeruby            | 2,4   |
| Potok                       | Potok                      | Bezvěrov           | 2,17  |
| Potvorov                    | Potvorov                   | Potvorov           | 6,23  |
| Přehořov u Žihle            | Přehořov                   | Žihle              | 3,55  |
| Přehýšov                    | Přehýšov                   | Přehýšov           | 12,4  |
| Příšov                      | Příšov                     | Příšov             | 2,93  |
| Rabštejn nad Střelou        | Rabštejn nad Střelou       | Manětín            | 8,91  |
| Račín u Nečtin              | Račín                      | Nečtiny            | 2,5   |
| Radějov u Manětína          | Radějov                    | Manětín            | 14,13 |
| Radějovice u Přehýšova      | Radějovice                 | Přehýšov           | 1,74  |
| Radimovice u Všerub         | Radimovice                 | Všeruby            | 4,43  |
| Rakolusky                   | Rakolusky                  | Bohy               | 2,32  |
| Robčice                     | Robčice                    | Kozojedy           | 2,79  |
| Rochlov                     | Rochlov                    | Rochlov            | 4,61  |
| Rozněvice                   | Rozněvice                  | Křelovice          | 2,72  |
| Rybnice u Kaznějova         | Rybnice                    | Rybnice            | 5,26  |
| Řemešín                     | Řemešín                    | Kralovice          | 2,67  |
| Sedlec u Kralovic           | Sedlec                     | Sedlec             | 5,97  |
| Senec u Plzně               | Senec                      | Zruč-Senec         | 4,17  |
| Skupeč                      | Skupeč                     | Pernarec           | 2,7   |
| Slatina u Chříče            | Slatina                    | Slatina            | 5,86  |
| Služetín u Bezvěrova        | Služetín                   | Bezvěrov           | 2,93  |
| Strážiště u Mladotic        | Strážiště                  | Mladotice          | 3,32  |
| Studená u Chříče            | Studená                    | Studená            | 3,22  |
| Stvolny                     | Stvolny                    | Manětín            | 8,94  |
| Světec u Dolního Jamného    | Světec                     | Bezvěrov           | 2,71  |
| Štichovice                  | Štichovice                 | Štichovice         | 7,59  |
| Štipoklasy u Číhané         | Štipoklasy                 | Úněšov             | 2,2   |
| Tatiná                      | Tatiná                     | Tatiná             | 4,4   |
| Těchoděly                   | Lipno                      | Líšťany            | 2,09  |
| Tis u Blatna                | Tis u Blatna               | Tis u Blatna       | 6,81  |
| Tlučná                      | Tlučná                     | Tlučná             | 7,17  |
| Trhomné                     | Skelná Huť, Trhomné        | Krsy               | 10,31 |
| Trnová u Plzně              | Trnová                     | Trnová             | 6,5   |
| Trojany u Mladotic          | Trojany                    | Kralovice          | 8,64  |
| Třebobuz                    | Třebobuz                   | Líšťany            | 3,04  |
| Třemošná                    | Třemošná                   | Třemošná           | 11,62 |
| Úherce u Nýřan              | Úherce                     | Úherce             | 7,99  |
| Újezd nade Mží              | Újezd nade Mží             | Újezd nade Mží     | 8,46  |
| Újezd u Manětína            | Újezd                      | Manětín            | 4,17  |
| Úlice                       | Jezná, Nová Jezná, Úlice   | Úlice              | 8,81  |
| Úněšov                      | Úněšov                     | Úněšov             | 11,1  |
| Úterý                       | Úterý                      | Úterý              | 12,28 |
| Vejprnice                   | Vejprnice                  | Vejprnice          | 10,29 |
| Velečín                     | Ostrovec, Velečín          | Velečín            | 5,25  |
| Vidžín                      | Vidžín                     | Úterý              | 6,97  |
| Vladměřice                  | Vladměřice                 | Manětín            | 3,98  |
| Vlkošov                     | Vlkošov                    | Bezvěrov           | 5,34  |
| Vlkýš                       | Vlkýš, Vlkýš I             | Heřmanova Huť      | 5,94  |
| Vochov                      | Vochov                     | Vochov             | 5,42  |
| Vojtěšín                    | Vojtěšín                   | Úněšov             | 2,1   |
| Vrážné nad Střelou          | Vrážné                     | Pláně              | 4,17  |
| Všehrdy u Kralovic          | Všehrdy                    | Všehrdy            | 5,51  |
| Všeruby u Plzně             | Kokořov, Všeruby           | Všeruby            | 8,6   |
| Výrov u Kralovic            | Hadačka, Výrov             | Výrov              | 9,51  |
| Vysočany u Manětína         | Vysočany                   | Manětín            | 3,97  |
| Vysoká Libyně               | Vysoká Libyně              | Vysoká Libyně      | 12,86 |
| Zahrádka u Všerub           | Zahrádka                   | Zahrádka           | 4,43  |
| Záluží u Třemošné           | Záluží                     | Třemošná           | 6,48  |
| Zbůch                       | Zbůch                      | Zbůch              | 4,86  |
| Zhořec u Manětína           | Zhořec                     | Manětín            | 3,42  |
| Zruč                        | Zruč                       | Zruč-Senec         | 4,7   |
| Žebnice                     | Žebnice                    | Plasy              | 5,88  |
| Žernovník u Dolního Jamného | Nová Víska, Žernovník      | Bezvěrov           | 6,21  |
| Žihle                       | Žihle                      | Žihle              | 9,44  |
| Žichlice u Hromnic          | Žichlice                   | Hromnice           | 7,81  |
| Žilov                       | Stýskaly, Žilov            | Žilov              | 6,33  |

Celková výměra 1286,86 km2